# 圣奥朗斯-小普伊
圣奥朗斯-小普伊（法語：Saint-Orens-Pouy-Petit，法語發音：[sɛ̃.t‿ɔʁɛ̃s pwi pəti]）是法国热尔省的一个市镇，属于孔东区。该市镇于1841年由原市镇圣奥朗斯（Saint-Orens）和小普伊（Pouy-Petit）合并而成。

## 地理
圣奥朗斯-小普伊（43°55'0"N, 0°26'2"E）面积11.31 平方千米，位于法国奧克西塔尼大區热尔省，该省份为法国西南部内陆省份，北起顺时针与洛特-加龙省、塔恩-加龙省、上加龙省、上比利牛斯省、大西洋比利牛斯省和朗德省接壤。
与圣奥朗斯-小普伊接壤的市镇（或旧市镇、城区）包括：贝罗、布拉济耶尔、科桑、迈尼欧-托济亚、马斯多维尼翁、罗克皮讷、圣皮伊。

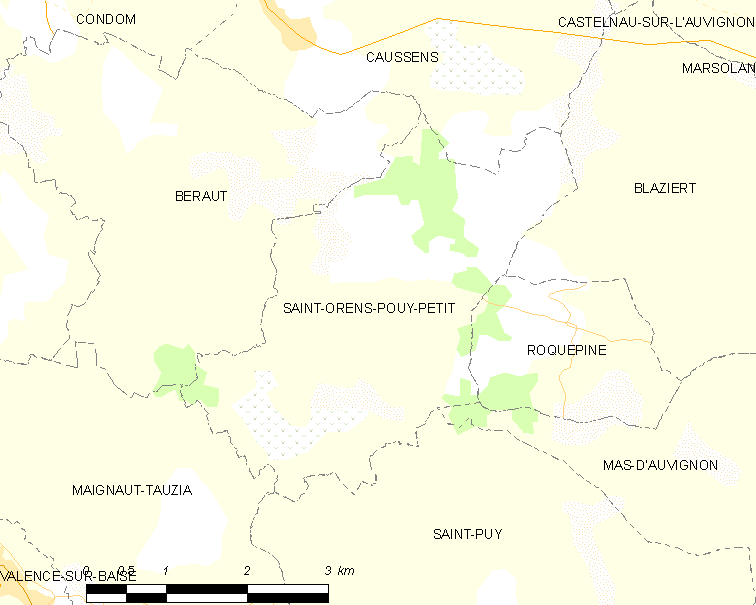
圣奥朗斯-小普伊的OSM定位图

圣奥朗斯-小普伊的时区为UTC+01:00、UTC+02:00（夏令时）。

## 行政
圣奥朗斯-小普伊的邮政编码为32100，INSEE市镇编码为32400。

## 政治
圣奥朗斯-小普伊所属的省级选区为巴伊斯-阿马尼亚克县。

## 人口

1962-2008年间圣奥朗斯-小普伊人口变化图示

圣奥朗斯-小普伊于2022年1月1日时的人口数量为178人。